# Jan Rindom
Jan Rindom (født 21. juli 1961 i Herning) er en dansk tidligere professionel fodboldspiller, og nuværende målmandstræner for ungdomslandsholdene under Dansk Boldspil-Union.
Nu er han lærer på bl.a. Herningsholm Erhvervsskole han underviser 3.s i Afsætning på hhx i Ikast.[kilde mangler]